# Isla Cuidado
Isla Cuidado es el nombre de un islote en el Mar Caribe o Mar de las Antillas que pertenece a la República Dominicana y administrativamente forma parte de la Provincia de La Romana en el sureste del Parque nacional del Este, y al este de la mucho más grande Isla Saona en las coordenadas geográficas 18°06′N 68°34′O / 18.100, -68.567.